# Bombenanschläge von Birmingham
Als Bombenanschläge von Birmingham (englisch Birmingham pub bombings) werden zwei Bombenanschläge am 21. November 1974 im englischen Birmingham bezeichnet. Obwohl sich offiziell niemand zu den Anschlägen bekannte, werden diese der Provisional Irish Republican Army zugerechnet.

## Hintergrund
Im Rahmen der Éire Nua-Strategie der IRA wurde ihr Kampf für ein vereinigtes Irland nach Vorbild der Irischen Republik, der bisher vor allem in der Republik Irland und Nordirland stattfand, auf das gesamte Vereinigte Königreich ausgedehnt. In der Folge kam es, beginnend mit dem 5. Oktober 1974, zu zahlreichen Bombenanschlägen, vor allem im Großraum London, die zahlreiche Todesopfer forderten.

## Anschläge

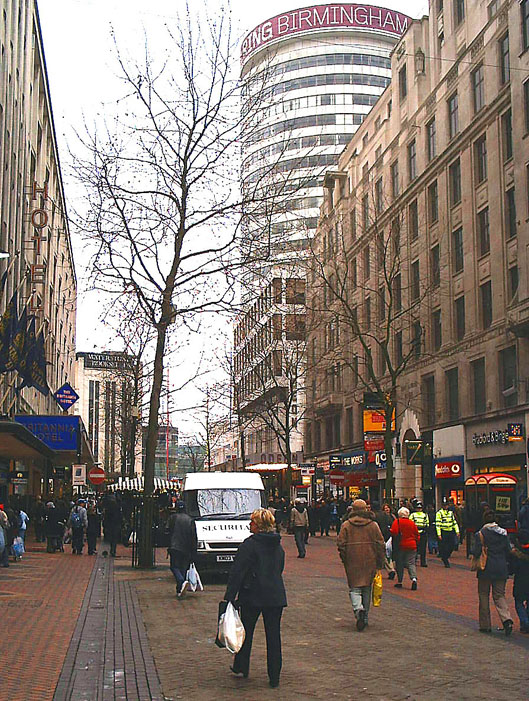
Die New Street in Birmingham, 2004

Am 21. November 1974 um 20:11 Uhr rief ein Mann mit irischem Akzent bei der Lokalzeitung Birmingham Post an und berichtete, dass im Bürogebäude Rotunda in der New Street, in dessen Erdgeschoss sich der Pub Mulberry Bush befand, eine Bombe platziert sei. Die Polizei begab sich unmittelbar zu diesem Bürogebäude und begann damit, die oberen Stockwerke zu durchsuchen, versäumte es jedoch, den stark frequentierten Pub im Erdgeschoss zu räumen. Um 20:17 Uhr kam es dann zu einer Explosion in diesem Pub, der dabei völlig zerstört wurde.
Während die Polizei versuchte die New Street und angrenzende Lokale zu evakuieren, explodierte um 20:27 Uhr im nahegelegenen Pub Tavern in the Town eine zweite Bombe. 
Die Zündung einer dritten Bombe, die vor einer Filiale einer örtlichen Bank platziert war, schlug fehl.
Insgesamt forderten die Bombenanschläge von Birmingham 21 Todesopfer und 182 teils schwer Verletzte.

## Birmingham Six
Nur Stunden nach den Bombenanschlägen wurden fünf Nordiren verhaftet, die sich in einem Zug auf dem Weg nach Belfast befanden. Wenig später wurde ein weiterer Mann, der mit den fünf bereits Inhaftierten befreundet war, verhaftet. Alle sechs legten nach Verhören, bei denen es zu psychischer und körperlicher Folter kam, Geständnisse ab und wurden später zu lebenslangen Freiheitsstrafen verurteilt. Erst mehr als 15 Jahre später wurde der Fall neu verhandelt und die Verurteilten freigesprochen.